# ঝ
Cette page contient des caractères spéciaux ou non latins. S’ils s’affichent mal (▯, ?, etc.), consultez la page d’aide Unicode.
ঝ, appelé djhokar ou jhô et transcrit jh, est une consonne de l’alphasyllabaire bengali.

## Représentations informatiques
Ses caractères Unicode sont :
| formes | représentations | chaînes de caractères | points de code | descriptions                                |
| ------ | --------------- | --------------------- | -------------- | ------------------------------------------- |
| pleine | ঝ               | ঝ                     | U+099D         | lettre bengali djha                         |
| morte  | ঝ্               | ঝ◌্                    | U+099D U+09CD  | lettre bengali djha, symbole bengali virama |